# Campeonato Mundial de Ciclismo BMX de 2026
El XXXI Campeonato Mundial de Ciclismo BMX se celebrará en Brisbane (Australia) en el año 2026 bajo la organización de la Unión Ciclista Internacional (UCI) y la Federación Australiana de Ciclismo.